# Entdeckung

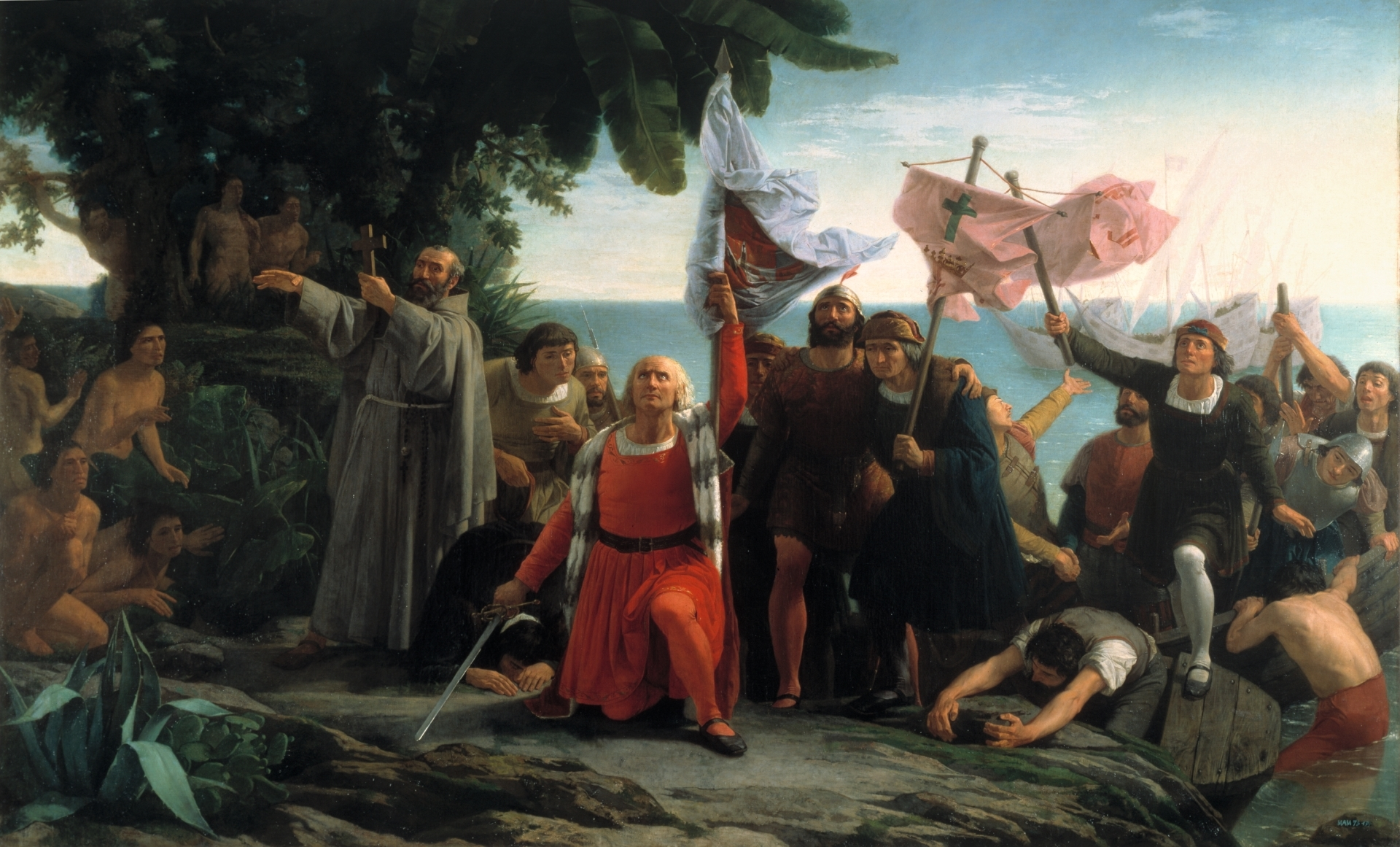
Darstellung der Entdeckung Amerikas durch Kolumbus

Eine Entdeckung ist – nach Meyers Konversationslexikon – die Auffindung dessen, was schon vorhanden, aber noch nicht bekannt war, zum Beispiel eines neuen Landes, eines neuen Himmelskörpers, einer neuen Tier-, Pflanzen- oder Mineralart sowie auch neuer Tatsachen und Gesetze auf dem Gebiet der verschiedenen Naturwissenschaften.
Die Entdeckung kann, wie die im Gegensatz dazu stehende Erfindung, zufällig oder absichtlich sein. Zu der absichtlichen Entdeckung gehört immer ein ausgezeichnetes Talent zur Anstellung von Beobachtungen, Experimenten oder Spekulationen, unter Umständen auch ein großer Unternehmungsgeist (zum Beispiel zur Entdeckung eines neuen Landes oder Erdteils). Bei der Entdeckungsgeschichte der Erde spricht man – vom westlichen Kulturkreis aus betrachtet – besonders seit Christoph Kolumbus von einem Zeitalter der Entdeckungen.

## Beispiele
- Entdeckung Amerikas
- Entdeckung des „wahren Sonnensystems“ durch Kopernikus[1]
- Entdeckung der Kernspaltung
- Entdeckung der Radioaktivität
- Entdeckung Tasmaniens
- Liste der Entdeckungen der Planeten und ihrer Monde